# Plexxikon
Plexxikon est une entreprise américaine spécialisée dans la recherche médicale et basée à Berkeley (Californie). Elle est fondée en 2001 par Joseph Schlessinger de l'université Yale et Sung-Hou Kim de l'université de Californie à Berkeley.
En avril 2011, Plexxikon est achetée par l'entreprise pharmaceutique japonaise Daiichi Sankyo pour 805 millions USD et 130 millions de dollars supplémentaires payés par échelonnement,.

## Sources
- (en) Cet article est partiellement ou en totalité issu de l’article de Wikipédia en anglais intitulé « Plexxikon » (voir la liste des auteurs).